# Leonhard von Dobschütz (Astronom)
Leonhard von Dobschütz, auch Leonard Vitreatoris z Dobczyc, de Dobczycze oder de Dobschycze (* um 1450 wahrscheinlich in Dobczyce bei Krakau; † 1508 in Polen), war Astronom, Astrologe, Mathematiker und Professor an der Krakauer Akademie (ab 1813 Jagiellonen-Universität), wo er auch Dekan war.

## Leben
Eine Zugehörigkeit zum alten schlesischen Adelsgeschlecht von Dobschütz ist nicht gesichert: Er könnte auch aus dem polnischen Ort Dobczyce bei Krakau stammen und, seinem Beinamen „Vitreatoris“ entsprechend, der Sohn eines Glasermeisters sein.
Dobschütz promovierte nach Weihnachten 1489 zum Magister an der Krakauer Akademie (ab 1817 Jagiellonen-Universität): „Anno domini MCCCC octuagesimo nono, in decanatu eiusdem Magri Petri, post festa Nativitatis Domini nostri Jesu Christi, ad gradum magisterii promoti, ordine sunt locati; primis scilicet: … Leonard. de Dobczycze (collegiatus in maiori, astrologus summe experiencie), …“.
Im Jahr 1501 war Dobschütz Dekan dieser Universität und promovierte in dieser Funktion unter anderem auch Angehörige seiner eigenen Familie zum Baccalaureus: „Decanatus Magri Leonardi de Dobschycze. – Anno domini millesimo quingentesimo primo, in decanatu Magri Leonardii de Dobschycze, sacrorum canonum baccalarii, ad Quator tempora Pentecostes, ad gradum baccalariatus promoti, hunc ordinem locorum sortiti sunt … Anno eodem, in decanatu eiusdem Magri Leonardi de Dobszycze, pro Quator temporibus sancte Crucis, ad gradum baccalauratius examinati et promoti, ordine infra scripto locati sunt: … Stanisl. de Dopschycze, … Joh. de Dopschycze, …“
Krakau galt damals als intellektuelles Zentrum Mitteleuropas, ihre „astronomische Schule“ (Fakultät) gehörte zu den ersten in Europa und Dobschütz war als besonders erfahrener Astronom und Astrologe anerkannt („astrologus summe experiencie“).
Seine Bedeutung als Astronom ist auch an einer anderen Tatsache zu erkennen: Als im Jahr 1494 die Krakauer Akademie den Nachlass des Astronomen Marcin Bylica (1433–1493) übernahm, selbst einst Student in Krakau, war unter den Büchern auch eine der Schriften des italienischen Gelehrten und Astronomen Giovanni de Dondi (1318–1389), des Erfinders einer der ersten astronomischen Uhren, des so genannten „Astrariums“. Dieses Buch wurde von Henricus Ragnetensis speziell für Dobschütz abgeschrieben: „Τελωζ. Astrarii Johannis de dondis patauini Libellus explicit Scriptus per Henricum Ragnetensem in studio universali Cracoviensi. 1494.“ Auf dem Innentitel dieser Kopie, die noch heute in der Krakauer Universitätsbibliothek vorhanden ist, steht: „Liber iste erat magri Leonardi de Dopczicze s. canonum baccalaurei, collegiati maioris Collegii artistarum, datus pro libraria artistarum Studii Cracoviensis.“
Seine Prophezeiungen über Geschehnisse des Jahres 1501 wurden mit Beiträgen anderer Autoren gegen Ende des Jahres 1500 in einem Buch von Johann von Glogau veröffentlicht. In dieser Quelle wird er Leonard Vitreatoris z Dobczyce genannt.